# Drillskräddarfågel
Drillskräddarfågel (Orthotomus chloronotus) är en fågel i familjen cistikolor inom ordningen tättingar. Den förekommer i norra Filippinerna. Beståndet anses vara livskraftigt.

## Utseende och läte
Drillskräddarfågeln är en liten tätting med både lång näbb och lång stjärt. Den här olivgrön på ovansidan, ljusgrå på buken, strimmigt grå på bröstet och roströd på hjässan, ner till under ögat. Benen är orangeröda. Arten är mycket lik gråryggig skräddarfågel, men skiljer sig genom vitt på strupen och grön rygg. Lätet består av en explosiv ton följt av en skallrande drill, återgivet som "jwit! brrrrrrrrrr", eller en vass ton och en fallande drill, "wik! Briii-yat!".

## Utbredning och systematik
Fågeln förekommer på norra och centrala Luzon (Filippinerna). Den behandlas som monotypisk, det vill säga att den inte delas in i några underarter. Tidigare betraktades den som en underart till svarthalsad skräddarfågel (O. atrogularis), men skiljer sig genetiskt, i utseende och läten.

### Familjetillhörighet
Cistikolorna behandlades tidigare som en del av den stora familjen sångare (Sylviidae). Genetiska studier har dock visat att sångarna inte är varandras närmaste släktingar. Istället är de en del av en klad som även omfattar timalior, lärkor, bulbyler, stjärtmesar och svalor. Idag delas därför Sylviidae upp i ett antal familjer, däribland Cisticolidae.

## Levnadssätt
Drillskräddarfågeln förekommer i låglänta områden och lägre bergstrakter. Den hittas i tät undervegeation i skog och bambusnår.

## Status och hot
Arten har ett stort utbredningsområde, men tros minska i antal, dock inte tillräckligt kraftigt för att den ska betraktas som hotad. Internationella naturvårdsunionen IUCN listar arten som livskraftig (LC).